# NGC 6872
NGC 6872 (auch als Kondor-Galaxie, engl. Condor Galaxy bekannt) ist eine Balken-Spiralgalaxie vom Hubble-Typ SBb/P im Sternbild Pfau am Südsternhimmel. Sie ist schätzungsweise 210 Millionen Lichtjahre von der Milchstraße entfernt und hat einen Durchmesser von etwa 366.000 Lichtjahren. Sie ist damit eine der bislang größten entdeckten Spiralgalaxien. Das System steht in Wechselwirkung mit der kleinen Galaxie IC 4970, die oberhalb von NGC 6872 zu sehen ist.
Im selben Himmelsareal befinden sich u. a. die Galaxien NGC 6876, IC 4967, IC 4971, IC 4972.
Das Objekt wurde am 27. Juni 1835 vom britischen Astronomen John Herschel entdeckt.

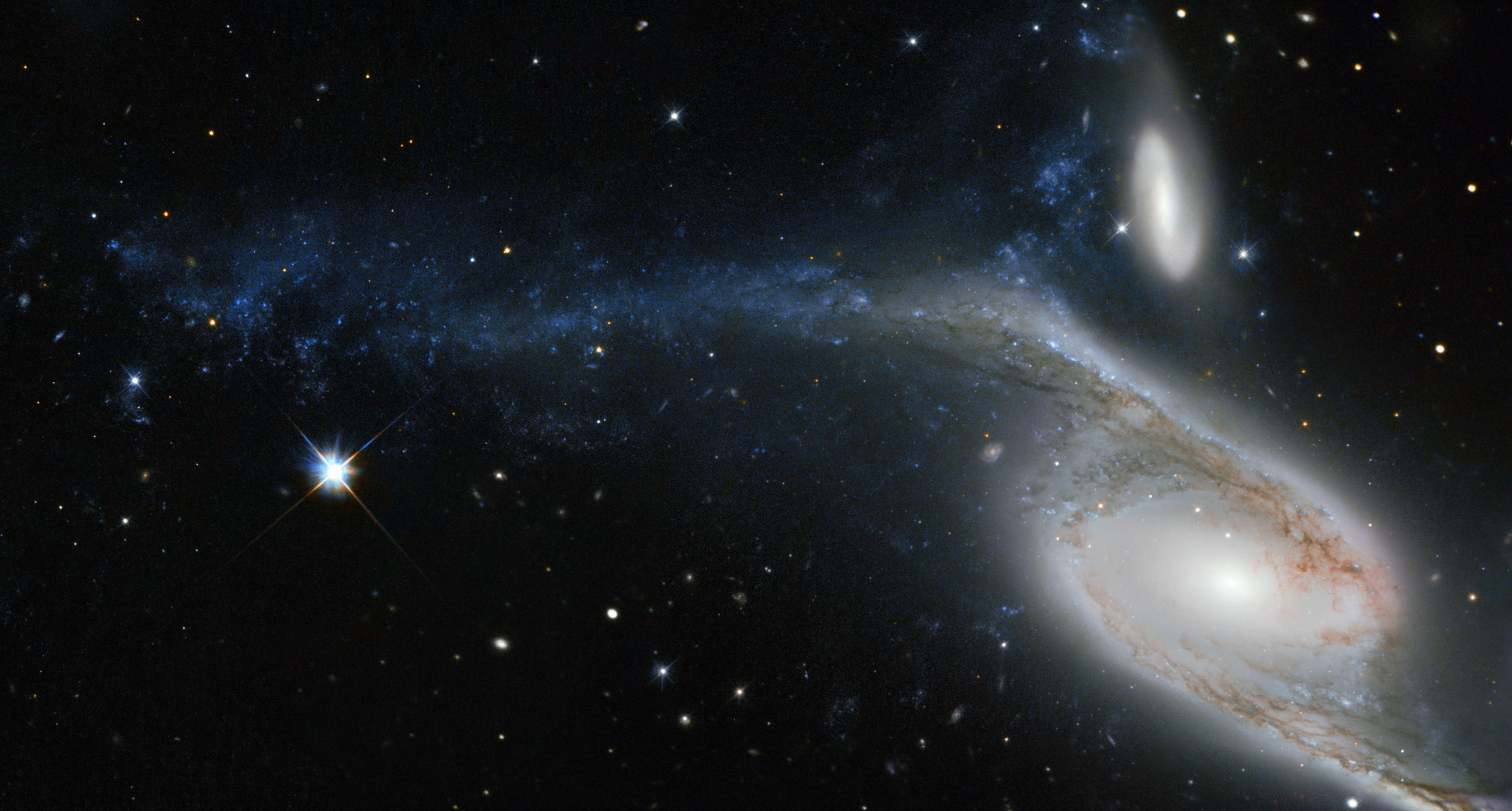
Hochaufgelöste Aufnahme mithilfe des Hubble-Weltraumteleskops